# Farid Mukhametshin
Farid Mukhametshin (tatar. Фәрит Хәйрулла улы Мөхәммәтшин, Färit Xäyrulla ulı Möxämmätşin, ros. Фарид Хайруллович Мухаметшин; ur. 22 maja 1947) – polityk tatarski, w latach 1995-1998 premier Republiki Tatarstanu, od 1998 przewodniczący parlamentu Tatarstanu. Wcześniej w swojej karierze był m.in. Ministrem Handlu Republiki Tatarstanu, zasiadał też w radzie swojego rodzinnego miasta Almietjewska. 